# Tarcisio Bertone
Tarcisio Bertone, S.D.B., italijanski rimskokatoliški duhovnik, škof in kardinal, * 2. december 1934, Romano Canavese.

## Življenjepis
Bertone poleg materne italijanščine tekoče govori francosko, špansko, nemško in portugalsko. Sporazumeva se lahko tudi v angleščini; zna pa brati tudi poljsko, slovensko, latinsko, grško in hebrejsko in je torej pravi poliglot.
1. julija 1960 je prejel duhovniško posvečenje.
4. junija 1991 je bil imenovan za nadškofa Vercellija in je 1. avgusta istega leta prejel škofovsko posvečenje.
13. junija 1995 je postal tajnik tedanje Kongregacije za doktrino vere.
10. decembra 2002 je bil imenovan za nadškofa Genove in je bil ustoličen 2. februarja 2003.
21. oktobra 2003 je bil povzdignjen v kardinala in imenovan za kardinal-duhovnik cerkve S. Maria Auxiliatrice na Via Tuscolana; ustoličen je bil 24. marca 2004.
15. septembra 2006 je bil imenovan za vatikanskega državnega tajnika (do oktobra 2013).
4. aprila 2007 je bil imenovan za kamerlenga (do decembra 2014).
10. maja 2008 je bil imenovan za kardinala-škofa škofije Frascati (umeščen 2009).

### Vatikanskidržavni tajnik
22. junija 2006 je Benedikt XVI. imenoval kardinala Bertoneja namesto kardinala Angela Sodana za tajnika Rimske kurije in s tem za vatikanskega državnega tajnika z nastopom službe 15. septembra. 26. junija istega leta je prejel Red za zasluge republike Italije in bil povzdignjen v viteza Velikega križa.
Na tem položaju ga je 15. oktobra 2013 zamenjal Pietro Parolin, ki je bil nazadnje apostolski nuncij v Venezueli. To je papež Frančišek napovedal že v soboto, 31. avgusta 2013, kar je izzvalo izjavo odhajajočega kardinala, da so temu krive vatikanske »vrane in kače«. Sicer pa je prepričan, da je bilo njegovo sedemletno delo v državnem tajništvu uspešno. 
Po Zakoniku cerkvenega prava mora vsak škof predložiti papežu odpoved službe z dokončanim 75. letom starosti, vendar je Bertoneju takratni papež to službo podaljšal.
20. decembra 2014 je po dopolnjenem 80. letu odložil tudi funkcijo kamerlenga.

### Zanimivosti
- Vznemirjenje je povzročil v tistem času citat papeža Benedikta XVI. v predavanju Vera, um in univerza - spomini in refleksije, ki ga je v pravi kontekst postavil kardinal Bertone. Vendarle se zdi, da tista papeževa izjava ni bila naključen spodrsjaj. Močno reakcijo je papež Benedikt XVI. spretno izkoristil za to, da se je začel odvijati koristen dialog z vodilnimi muslimanskimi teologi.
- Kardinal Tarcisio Bertone je kot opolnomočenec Benedikta XVI. vodil beatifikacijo prvega slovenskega blaženca-mučenca Lojzeta Grozdeta, in sicer na Prvem slovenskem evharističnem kongresu v Celju med nedeljsko mašo 13. junija 2010.

### Apostolsko nasledstvo – škofovska črta
- Nadškof Albino Mensa † (1960) nadškof Emeritus v Vercelli-ju
- Škof Gaudenzio Binaschi † (1930) škof v Pinerolu (Pinerolo)
- Škof Giuseppe Castelli † (1911) škof škofije Novara
- Kardinal Agostino Richelmy † (1886) nadškof nadškofije Torino {Turin}
- Kardinal Gaetano Alimonda † (1877) nadškof nadškofije Torino {Turin}
- Nadškof Salvatore Magnasco † (1868) nadškof nadškofije Genova
- Kardinal Gustav Adolf von Hohenlohe-Schillingsfürst † (1857) kardinal-duhovnik pri Santa Maria in Traspontina
- Papež Pij IX. (1827) (Bl. Giovanni Maria Mastai-Ferretti †)
- Kardinal Francesco Saverio Maria Felice Castiglioni † (1800) kardinal-škof v Frascati-ju
- Kardinal Giuseppe Maria Doria Pamphilj † (1773) kardinal-duhovnik pri San Pietro in Vincoli
- Kardinal Buenaventura Córdoba Espinosa de la Cerda † (1761) kardinal-duhovnik pri San Lorenzo in Panisperna
- Škof Manuel Quintano Bonifaz † (1749) naslovni škof v Pharsalus
- Nadškof Enrique Enríquez † (1743) naslovni nadškof v Nazianzus
- Papež Benedikt XIV. (1724), (Prospero Lorenzo Lambertini †)
- Papež Benedikt XIII. (1675) (Pietro Francesco (Vincenzo Maria) Orsini de Gravina, O.P. †)
- Kardinal Paluzzo Paluzzi Altieri Degli Albertoni † (1666) kamerlengo apostolske kamere
- Kardinal Ulderico Carpegna † (1630), kardinal-duhovnik pri Santa Maria in Trastevere
- Kardinal Luigi Caetani † (1622), kardinal-duhovnik pri Santa Pudenziana
- Kardinal Ludovico Ludovisi † (1621), bolognjski nadškof
- Nadškof Galeazzo Sanvitale † (1604), nadškof emeritus Bari (-Canosa)
- Kardinal Girolamo Bernerio, O.P. † (1586), kardinal-škof Albano
- Kardinal Giulio Antonio Santorio † (1566), kardinal-duhovnik pri San Bartolomeo all’Isola
- Kardinal Scipione Rebiba †, kardinal-duhovnik pri Sant’Anastasia

### Grba
Kot Vatikanski državni tajnik in kamerlengo je imel Bertone svoj poseben grb, ki se je le malo razlikoval od kardinalskega. Oba grba sta prikazana.

### Odlikovanja
Z redom viteza Velikega križa ga je odlikoval 24. junija 2005 predsednik italijanske republike.